# كأس السوبر الأندوري 2016
بطولة كأس السوبر الأندوري 2016 هي النسخة الرابعة عشر من بطولة كأس السوبر الأندوري، لعب يوم 11 سبتمبر 2016 في استاد كومونال، بين فريق سانتا كولوما الفائز بالدوري وفريق إسبورتيفا الفائز بكأس أندورا. وقد انتهت المباراة بفوز إسبورتيفا بالمباراة بنتيجة 1–0 ليحصد لقبه الأول في تاريخ البطولة.

## التفاصيل
| سانتا كولوما | 0–1 | إسبورتيفا |
| ------------ | --- | --------- |
|              |     | بوريس 76' |

| الحكام المساعدون: هوغو ريكاردو بيريرا روبرت سالفادو |